# Pfefferminz Frappe
Pfefferminz Frappe (Originaltitel: Peppermint Frappé) ist ein spanisches Filmdrama aus dem Jahr 1967 von Carlos Saura, der auch – zusammen mit Rafael Azcona und Angelino Fons – das Drehbuch verfasst hatte. In den Hauptrollen sind Geraldine Chaplin (in einer Doppelrolle), José Luis López Vázquez, Alfredo Mayo und Emiliano Redondo zu sehen. Seine Uraufführung erlebte das Werk am 9. Oktober 1967 in Madrid. In der Bundesrepublik Deutschland hatte er seine Premiere am 6. Mai 1969 im Programm der ARD.

## Handlung
Die spanischen Provinzstädte sind der Hort religiös gebundener Traditionen und einer verklemmten Bürgerlichkeit. Auch Julian, der Arzt, ist ein Opfer dieser geistigen Enge. Nicht mehr jung, aber unverheiratet, tobt er sein sexuelles Begehren beim Ausschneiden von Mädchenbildern in Illustrierten aus – ein frustrierter Voyeur seit der Kindheit, als er heimlich die Frauen beim Baden beobachtete. Als Julian nach längerer Zeit seinen Freund Pablo wiedersieht und dessen neue, junge Frau kennenlernt, glaubt er, in ihr die Erfüllung seiner Träume gefunden zu haben. Fortan identifiziert er Elena mit jenem Mädchen, das er einst bei der rituellen Trommelprozession in Calanda bewundert hat. Julian ist besessen davon, Elenas hingebungsvollen Tanz im Park für sich mit der Kamera festzuhalten. Er versucht sich ihr zu nähern und sie zu verführen, stößt bei der Schönen jedoch nur auf Spott und Unverständnis.
Es dauert nicht lange, und Pablo findet einen Ersatz für Elena: seine etwas schüchterne Sprechstundenhilfe Ana, die er – mit Hilfe falscher Wimpern, die er ihr selbst anklebt, Netzstrümpfen und blonder Perücke – in eine zweite Elena verwandelt. Überall wird das unterdrückte, unerfüllte sexuelle Verlangen des Mannes in seinen Ersatzhandlungen quälend deutlich.
Aus Neid und unerfüllter Liebe vergiftet Julian nicht nur Elena, sondern auch gleich noch seinen Freund Pablo mit einem Cocktail „Pfefferminz Frappe“ und lässt die beiden in ihrem Auto in eine Schlucht stürzen.

## Auszeichnungen
Bei den Internationalen Berliner Filmfestspielen 1968 wurde Carlos Saura mit dem Silbernen Bären für die beste Regie ausgezeichnet.

## Kritiken
Der Evangelische Film-Beobachter zieht folgendes Fazit: „Am Beispiel des sexuell verklemmten Provinzarztes Julian, der aus Neid und unerfüllter Liebe zum Mörder wird, zeichnet Saura das Bild einer von Konventionen und Traditionen unterdrückten Gesellschaft, des frustrierten spanischen Bürgertums. Ein sehenswerter Film, der nicht ohne Grund Luis Bunuel gewidmet ist.“ Das Lexikon des internationalen Films bemerkt lapidar, das Werk sei „mit hervorragenden filmischen Mitteln inszeniert“.